# نوافذ على سينما الجنوب

نوافذ على سينما الجنوب هو مهرجان سينمائي سنوي يقام منذ عام 1999 في مدينة ليون الفرنسية. المهرجان يتيح للجمهور فرصة اكتشاف أفلام متنوعه، روائية وتسجيلية، تُتناول الأوضاع الاجتماعية والسياسية المعقده لبلدان الجنوب، وُتقدم بحضور مخرجي وممثلي الافلام المُنتخَبه.
منظموا المهرجان اختاروا فيلم فجر العالم، من إخراج العراقي عباس فاضل، لافتتاح دوره 2009، التي يضم منهاجها تحيه لذكرى المخرج المصري يوسف شاهين من خلال عرض فيلمه باب الحديد.

## وصلات خارجية
منهاج دوره 2009